# جان‌فرانکو فرره
جان‌فرانکو فرره (۱۵ اوت ۱۹۴۴-۱۷ ژوئن ۲۰۰۷) (به ایتالیایی: Gianfranco Ferré) طراح لباس ایتالیایی بود، وی همچنین به عنوان معمار مد اروپا شناخته می‌شود.
او در شهر لنیانو در ایتالیا به دنیا آمد. پس از اتمام تحصیلاتش در رشته معماری در دانشگاه پلی تکنیک میلان برای انجام پروژه کاری به هندوستان رفت و در آنجا به طراحی لباس روی آورد.